# Sexualization, Media, and Society
Sexualização, Mídia e Sociedade (SMS) é uma revista acadêmica de acesso aberto interdisciplinar, revisada por pares, publicada por Sage, para fornecer um recurso para diversos acadêmicos e ativistas interessados em examinar criticamente o fenômeno da mídia sexualizada e seus efeitos em indivíduos, relacionamentos, comunidades e sociedades.
A revista foi fundada em 2015 pelas co-editoras Ana Bridges (Universidade do Arkansas), Deirdre M. Condit (Universidade Virginia Commonwealth), Gail Dines  Wheelock College), Jennifer A. Johnson (Universidade Virginia Commonwealth) e Carolyn West (Universidade de Washington Tacoma).